# Robert Antonioli
Robert Antonioli (Sondalo, 23 dicembre 1990) è uno scialpinista italiano, compete nello sci alpinismo.
Residente a Valfurva in Alta Valtellina, è un atleta della nazionale italiana di sci alpinismo.

## Palmarès

### Mondiali sci alpinismo
- 17 medaglie:
  - 7 ori (staffetta a Claut 2011; sprint, staffetta a Verbier 2015; individuale, staffetta a Villar sur Olon 2019; staffetta a La Massana 2021).
  - 8 argenti (sprint a Claut 2011; staffetta a Pelvoux 2013; individuale a Verbier 2015; gara a squadre, staffetta a Alpago 2017; vertical race, gara a squadre a Villar sur Olon 2019; individuale a La Massana 2021).

### Campionati Italiani di sci alpinismo
- 11 medaglie:
  - 7 ori
  - 2 argenti
  - 2 bronzi

### Campionato europeo di sci alpinismo
- 5 Medaglie:
  - 3 ori (vertical race a Font Blanca 2014; sprint a Les Marecottes 2016; individuale a Nicolosi 2018);
  - 1 argento (sprint a Pelvoux 2012);
  - 1 bronzo  (staffetta a Pelvoux 2012);

### Coppa del Mondo di sci alpinismo
- Vincitore della Coppa del Mondo di sci alpinismo nel 2019, 2020 e 2021
- Vincitore della Coppa del Mondo di individuale nel 2018, 2019 e 2020
- Vincitore della Coppa del Mondo di sprint race nel 2015, 2016 e 2017
- 32 podi
  - 16 vittorie (9 individuali, 6 sprint, 1 vertical)
  - 9 secondi posti
  - 7 terzi posti

#### Coppa del Mondo - vittorie
| Data             | Luogo                | Paese    | Disciplina  |
| ---------------- | -------------------- | -------- | ----------- |
| 25 gennaio 2014  | Courchevel           | Francia  | Individuale |
| 11 gennaio 2015  | Puy-Saint-Vincent    | Francia  | Sprint      |
| 7 febbraio 2016  | Les Marecottes       | Svizzera | Sprint      |
| 20 febbraio 2016 | Tambre               | Italia   | Sprint      |
| 19 marzo 2016    | Prato Nevoso         | Italia   | Sprint      |
| 29 gennaio 2017  | Cambre               | Francia  | Individuale |
| 12 febbraio 2017 | Ergan                | Turchia  | Sprint      |
| 8 febbraio 2018  | Puy-Saint-Vincent    | Francia  | Individuale |
| 24 febbraio 2018 | Nicolosi             | Italia   | Individuale |
| 8 marzo 2018     | Madonna di Campiglio | Italia   | Individuale |
| 18 gennaio 2019  | Bischofshofen        | Austria  | Sprint      |
| 26 gennaio 2019  | Ordino               | Andorra  | Individuale |
| 23 marzo 2019    | Disentis             | Svizzera | Individuale |
| 20 dicembre 2019 | Aussois              | Francia  | Individuale |
| 26 gennaio 2020  | La Massana           | Andorra  | Vertical    |
| 28 marzo 2021    | Madonna di Campiglio | Italia   | Individuale |